# Гюртуна, Али Мюфит
Али Мюфит Гюртуна (тур. Ali Müfit Gürtuna; род. 1 июня 1952, Эрменек, Караман) — политический деятель Турции.

## Биография
В 1977 году был корреспондентом турецкой телерадиокомпании.
В начале 1980-х годов начал политическую карьеру в Партии Отечества. Перешел в 1994 году в Партию благоденствия. В конце 1998 года был назначен мэром Стамбула, а затем переизбран на всенародном голосовании 18 апреля 1999 года. Является первым мэром Турции, который играл на музыкальных инструментах и придавал большое значение искусству. Когда его срок на должности мэра подошёл к концу, то оставил политику на два года, затем вернулся в поле зрения общественности, основав партию «Turkuaz Hareketi» в 2006 году. Али Мюфит Гюртуна утверждал, что сформировал альянс из видных политиков Турции, принадлежащих к разным политическим движениям, чтобы одержать победу на парламентских выборах в Турции в 2007 году, но в итоге не стал выдвигаться. 
В 1982 году женился. В браке трое детей из них два сына и одна дочь